# Graham Jackson
Graham Jackson (* 15. Februar 1967 in Burnham-on-Sea, Somerset, England; † 23. Juli 2012 in Cambridge) war ein britischer Dirigent und Generalmusikdirektor der Theater in Krefeld und Mönchengladbach.
Nach seiner Ausbildung am Trinity College an der Universität Cambridge von 1985 bis 1988 absolvierte Jackson ein dreijähriges Dirigierstudium am Royal Northern College of Music in Manchester. 1992 wurde er an die Welsh National Opera in Cardiff berufen, wo er bis 2000 als Kapellmeister tätig war. Er gastierte auch unter anderem an der Komischen Oper Berlin, der Opera Northern Ireland, beim Glyndebourne Festival, in der Bastille-Oper in Paris, der Frankfurter Oper, der Staatsoper Hamburg sowie der Wiener Volksoper.
Als Konzertdirigent musizierte Jackson mit dem Hallé Orchestra, dem Royal Liverpool Philharmonic Orchestra und den Berliner Symphonikern. Neben dem Opernrepertoire machte sich Jackson auch als Dirigent von Uraufführungen einen Namen, u. a. mit Werken von Charlotte Seither, Stefan Heucke und Sidney Corbett. 
Von 2000 bis 2003 war er als erster Kapellmeister am Theater Bremen engagiert. Seit der Spielzeit 2003/2004 wirkte Graham Jackson als Generalmusikdirektor der Theater Krefeld und Mönchengladbach und trat in beiden Städten Anfang Juli 2012 letztmals als Dirigent von Konzerten in Erscheinung.
Er hinterlässt Frau und Kinder.

## Einspielungen (als Dirigent)
- Anthems for the Chapel Royal von Henry Purcell. – Hamburg : BMG Ariola, (1994)
- Noach (Tonträger) Corbett, Sidney. – Berlin : Detlef Kessler, P 2004
- Essay on Shadow and Truth (Tonträger) Seither, Charlotte. Edition Zeitklang (2011)
- Nikolaus Groß. Oratorium für Soli, Chöre, Orgel und Orchester op. 62 von Stefan Heucke (2011)